# Hell Gates
Die Hell Gates (englisch für Höllentore, in Chile gleichbedeutend Paso Puertas del Infierno) sind eine 20 m breite Meerenge im Archipel der Südlichen Shetlandinseln. Sie verläuft zwischen den Klippenfelsen vor dem Devils Point, dem südwestlichen Ausläufer der Livingston-Insel, und verbindet die Osogovo Bay mit der Raskuporis Cove.
Der Name für diese Meerenge ist seit etwa 1821 etabliert. Robbenjäger benannten sie in Erinnerung an die Havarien, die sich dort – häufig mit dem Verlust von Menschenleben – zugetragen hatten.